# Guérigny
Guérigny est une commune française située dans le département de la Nièvre, en région Bourgogne-Franche-Comté. Elle est jumelée avec la ville belge de Meix-devant-Virton. La commune a obtenu le label Cité de Caractère de Bourgogne-Franche-Comté en 2021.

## Géographie
Avec l'ouverture d'un tronçon autoroutier reliant Nevers à Paris et débouchant à proximité immédiate de Urzy, la ville se trouve dans une position relativement privilégiée par rapport au reste du département. La promotion immobilière s'est développée à la suite de cette ouverture vers la région parisienne. En outre, une route départementale relie Guérigny à Nevers, distante de 15 km, en quelques minutes. Guérigny accueille un marché hebdomadaire, et un supermarché y est implanté depuis le début des années 1980.

### Climat
Pour des articles plus généraux, voir Climat de la Bourgogne-Franche-Comté et Climat de la Nièvre.
En 2010, le climat de la commune est de type climat océanique dégradé des plaines du Centre et du Nord, selon une étude du Centre national de la recherche scientifique s'appuyant sur une série de données couvrant la période 1971-2000. En 2020, Météo-France publie une typologie des climats de la France métropolitaine dans laquelle la commune est exposée à un climat océanique altéré et est dans la région climatique  Centre et contreforts nord du Massif Central, caractérisée par un air sec en été et un bon ensoleillement. 
Pour la période 1971-2000, la température annuelle moyenne est de 11,1 °C, avec une amplitude thermique annuelle de 15,7 °C. Le cumul annuel moyen de précipitations est de 831 mm, avec 11,9 jours de précipitations en janvier et 8,1 jours en juillet. Pour la période 1991-2020, la température moyenne annuelle observée sur la station météorologique installée sur la commune est de 11,7 °C et le cumul annuel moyen de précipitations est de 910,8 mm. 
La température maximale relevée sur cette station est de 42,5 °C, atteinte le 9 août 2003 ; la température minimale est de −14,1 °C, atteinte le 9 février 2012,,. 
| Mois                                  | jan.            | fév.           | mars           | avril         | mai           | juin          | jui.          | août          | sep.          | oct.          | nov.           | déc.          | année      |
| ------------------------------------- | --------------- | -------------- | -------------- | ------------- | ------------- | ------------- | ------------- | ------------- | ------------- | ------------- | -------------- | ------------- | ---------- |
| Température minimale moyenne (°C)     | 0,5             | 0,1            | 2,1            | 4,6           | 8,2           | 11,6          | 13,1          | 12,7          | 9,5           | 7,2           | 3,4            | 1,1           | 6,2        |
| Température moyenne (°C)              | 3,9             | 4,5            | 7,8            | 10,9          | 14,5          | 18,3          | 20            | 19,8          | 16,2          | 12,4          | 7,4            | 4,5           | 11,7       |
| Température maximale moyenne (°C)     | 7,3             | 8,9            | 13,4           | 17,3          | 20,8          | 24,9          | 27            | 26,9          | 22,8          | 17,5          | 11,3           | 7,8           | 17,2       |
| Record de froid (°C) date du record   | −12,9 13.01.03  | −14,1 09.02.12 | −13,5 01.03.05 | −6,2 08.04.03 | −1 17.05.12   | 1,6 04.06.01  | 5 02.07.11    | 3 29.08.1998  | 0 19.09.10    | −6 31.10.1997 | −11 24.11.1998 | −13 24.12.01  | −14,1 2012 |
| Record de chaleur (°C) date du record | 17,5 05.01.1999 | 21,6 27.02.19  | 25,9 19.03.05  | 29,6 21.04.18 | 32,1 27.05.05 | 39,5 22.06.03 | 41,9 25.07.19 | 42,5 09.08.03 | 35,6 04.09.05 | 29 02.10.01   | 23,2 02.11.20  | 17,5 17.12.19 | 42,5 2003  |
| Précipitations (mm)                   | 79,1            | 68,5           | 62,8           | 74            | 80,2          | 67,2          | 66,3          | 69            | 71            | 86,6          | 93,8           | 92,3          | 910,8      |

| Diagramme climatique                                  |            |             |           |             |              |            |            |           |             |             |            |
| J                                                     | F          | M           | A         | M           | J            | J          | A          | S         | O           | N           | D          |
| 7,30,579,1                                            | 8,90,168,5 | 13,42,162,8 | 17,34,674 | 20,88,280,2 | 24,911,667,2 | 2713,166,3 | 26,912,769 | 22,89,571 | 17,57,286,6 | 11,33,493,8 | 7,81,192,3 |
| Moyennes : • Temp. maxi et mini °C • Précipitation mm |            |             |           |             |              |            |            |           |             |             |            |

Les paramètres climatiques de la commune ont été estimés pour le milieu du siècle (2041-2070) selon différents scénarios d'émission de gaz à effet de serre à partir des nouvelles projections climatiques de référence DRIAS-2020. Ils sont consultables sur un site dédié publié par Météo-France en novembre 2022.

## Urbanisme

### Typologie
Au 1er janvier 2024, Guérigny est catégorisée bourg rural, selon la nouvelle grille communale de densité à sept niveaux définie par l'Insee en 2022.
Elle appartient à l'unité urbaine de Guérigny, une unité urbaine monocommunale constituant une ville isolée,. Par ailleurs la commune fait partie de l'aire d'attraction de Nevers, dont elle est une commune de la couronne,. Cette aire, qui regroupe 93 communes, est catégorisée dans les aires de 50 000 à moins de 200 000 habitants,.

### Occupation des sols
L'occupation des sols de la commune, telle qu'elle ressort de la base de données européenne d’occupation biophysique des sols Corine Land Cover (CLC), est marquée par l'importance des forêts et milieux semi-naturels (49,4 % en 2018), une proportion identique à celle de 1990 (49,4 %). La répartition détaillée en 2018 est la suivante : forêts (49,4 %), zones urbanisées (27,2 %), prairies (23 %), terres arables (0,4 %). L'évolution de l’occupation des sols de la commune et de ses infrastructures peut être observée sur les différentes représentations cartographiques du territoire : la carte de Cassini (XVIIIe siècle), la carte d'état-major (1820-1866) et les cartes ou photos aériennes de l'IGN pour la période actuelle (1950 à aujourd'hui).

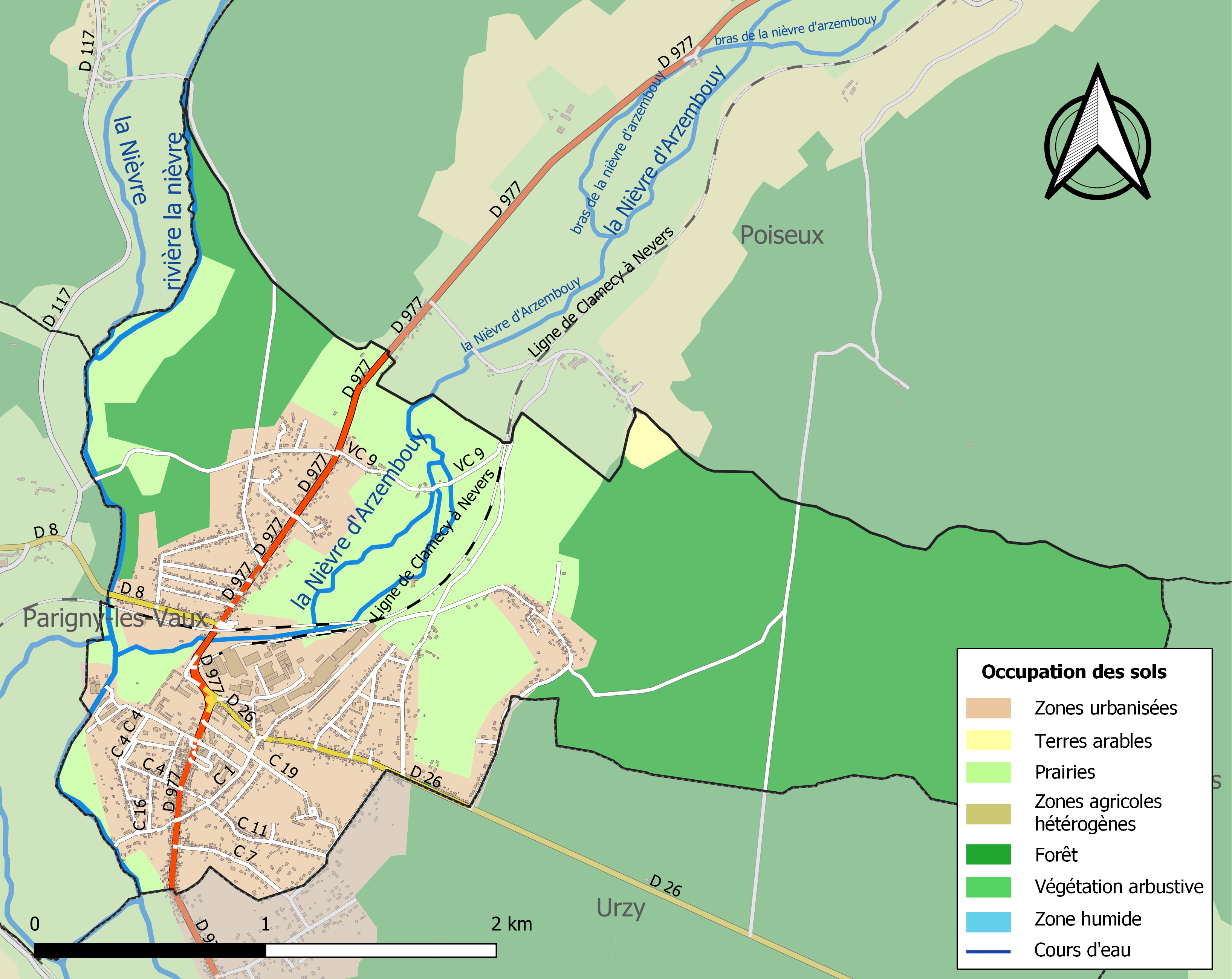
Carte des infrastructures et de l'occupation des sols de la commune en 2018 (CLC).

## Toponymie
L’origine du nom fait l'objet de plusieurs hypothèses : Villa-Variniacum devient Variniacum en 887, puis Gariniacum en 986, Garigni en 1355, Guarigny en 1569 pour finalement devenir Guérigny. Cela viendrait d’un chef wisigoth nommé Warinius qui se serait installé à cet endroit et lui aurait donné son nom.

## Histoire
À l’origine, Guérigny n’était qu’une simple bourgade du nom de Villa-Variniacum jusqu’à que l’abbé Hermod, propriétaire du lieu, en fît don à son neveu Herimanus, évêque de Nevers. À son tour en 841, il offrit la terre dont il avait hérité aux chanoines de son chapitre résidant à Nevers.
Au départ, l’endroit n’était occupé que par quelques cabanes de bois couvertes de chaume pour abriter les ouvriers chargés de l’entretien du domaine des chanoines de Saint-Cyr. Pour ensuite que des seigneurs féodaux s’y installent avec des familles qui recherchaient une protection. En échange, les populations devaient certains services et devenaient ainsi vassales.
L'histoire de Guérigny est intimement liée à celle de Pierre Babaud de La Chaussade (1706-1792). Profitant des ressources naturelles environnantes, principalement le minerai de fer, les forêts de chênes et de nombreux cours d'eau, celui-ci implante et développe les forges royales. Cette manufacture, totalement liée à la construction navale, devient l'une des plus importantes de France au XVIIIe siècle. En 1781, l'État acquiert le site. Les forges poursuivent leur activité jusqu'en 1971.
En effet, dès la fin des années 1960, l'exploitation du site devient de moins en moins rentable. À l'arrêt définitif de l'activité de cet établissement des constructions et armes navales de la délégation ministérielle pour l'armement en 1971 suivant une décision prise dès 1967 par le ministre des armées Pierre Messmer, une partie des employés est délocalisée. Des quelques grandes industries locales de l'époque ayant poussé en marge des forges, en métallurgie et pétrochimie principalement, il ne reste presque plus rien.
La ville porte, au début du XXe siècle, l'appellation informelle de « Guérigny-les-échelles », du fait que tout au long des 5 km de la route nationale 77 ou grand-rue qui traverse l'agglomération, l'étage des habitations est généralement desservi par une échelle extérieure au lieu d'un escalier intérieur.
Le dimanche 5 septembre 2021 est inaugurée la place de l’Indépendance-des-États-Unis à l’entrée du château de La Chaussade.

### Héraldique
| Blason | Blasonnement : « D'or aux deux ancres de sable passées en sautoir, au chêne terrassé au naturel brochant sur le tout. » |

## Politique et administration

### Liste des maires
| Période   | Période   | Identité            | Étiquette | Qualité                                                       |
| --------- | --------- | ------------------- | --------- | ------------------------------------------------------------- |
| 1904      | 1935      | Charles Dariaux     |           |                                                               |
| 1935      | 1940      | Léonard Franchet    |           |                                                               |
| 1940      | 1941      | Émile Frébault      |           |                                                               |
| 1941      | 1941      | Louis Lafay         |           |                                                               |
| 1941      | 1944      | Maurice Vogel       |           |                                                               |
| 1944      | 1944      | Marius Pincot       |           |                                                               |
| 1944      | 1945      | Jules Champeau      |           |                                                               |
| 1945      | 1965      | Théodore Mercier    |           |                                                               |
| 1965      | 1971      | André Dougny        |           |                                                               |
| 1971      | 1977      | Francis Richard     | PS        |                                                               |
| 1977      | 1983      | Léone Corbier       | PS        | Députée suppléante de Jacques Huyghues des Étages (1973-1986) |
| mars 1983 | mars 2001 | Robert Bourcier     | PS        | Député suppléant de Jacques Huyghues des Étages (1988-1993)   |
| mars 2001 | mars 2008 | Michel de Joie      | PS        |                                                               |
| mars 2008 | En cours  | Jean-Pierre Château | PS        | Cadre supérieur                                               |

## Démographie
L'évolution du nombre d'habitants est connue à travers les recensements de la population effectués dans la commune depuis 1793. Pour les communes de moins de 10 000 habitants, une enquête de recensement portant sur toute la population est réalisée tous les cinq ans, les populations de référence des années intermédiaires étant quant à elles estimées par interpolation ou extrapolation. Pour la commune, le premier recensement exhaustif entrant dans le cadre du nouveau dispositif a été réalisé en 2007.

En 2022, la commune comptait 2 512 habitants, en évolution de +0,56 % par rapport à 2016 (Nièvre : −3,28 %, France hors Mayotte : +2,11 %).
| 1793 | 1800 | 1806 | 1821 | 1831  | 1836  | 1841  | 1846  | 1851  |
| ---- | ---- | ---- | ---- | ----- | ----- | ----- | ----- | ----- |
| 740  | 658  | 569  | 717  | 1 055 | 1 345 | 1 205 | 1 518 | 1 445 |

| 1856  | 1861  | 1866  | 1872  | 1876  | 1881  | 1886  | 1891  | 1896  |
| ----- | ----- | ----- | ----- | ----- | ----- | ----- | ----- | ----- |
| 1 861 | 2 805 | 3 016 | 3 137 | 3 046 | 3 046 | 3 160 | 3 335 | 3 388 |

| 1901  | 1906  | 1911  | 1921  | 1926  | 1931  | 1936  | 1946  | 1954  |
| ----- | ----- | ----- | ----- | ----- | ----- | ----- | ----- | ----- |
| 3 787 | 3 734 | 3 620 | 3 371 | 2 968 | 2 829 | 2 868 | 2 810 | 2 848 |

| 1962  | 1968  | 1975  | 1982  | 1990  | 1999  | 2006  | 2007  | 2012  |
| ----- | ----- | ----- | ----- | ----- | ----- | ----- | ----- | ----- |
| 2 961 | 2 984 | 2 472 | 2 417 | 2 414 | 2 474 | 2 561 | 2 573 | 2 577 |

| 2017  | 2022  | - | - | - | - | - | - | - |
| ----- | ----- | - | - | - | - | - | - | - |
| 2 514 | 2 512 | - | - | - | - | - | - | - |

## Lieux et monuments

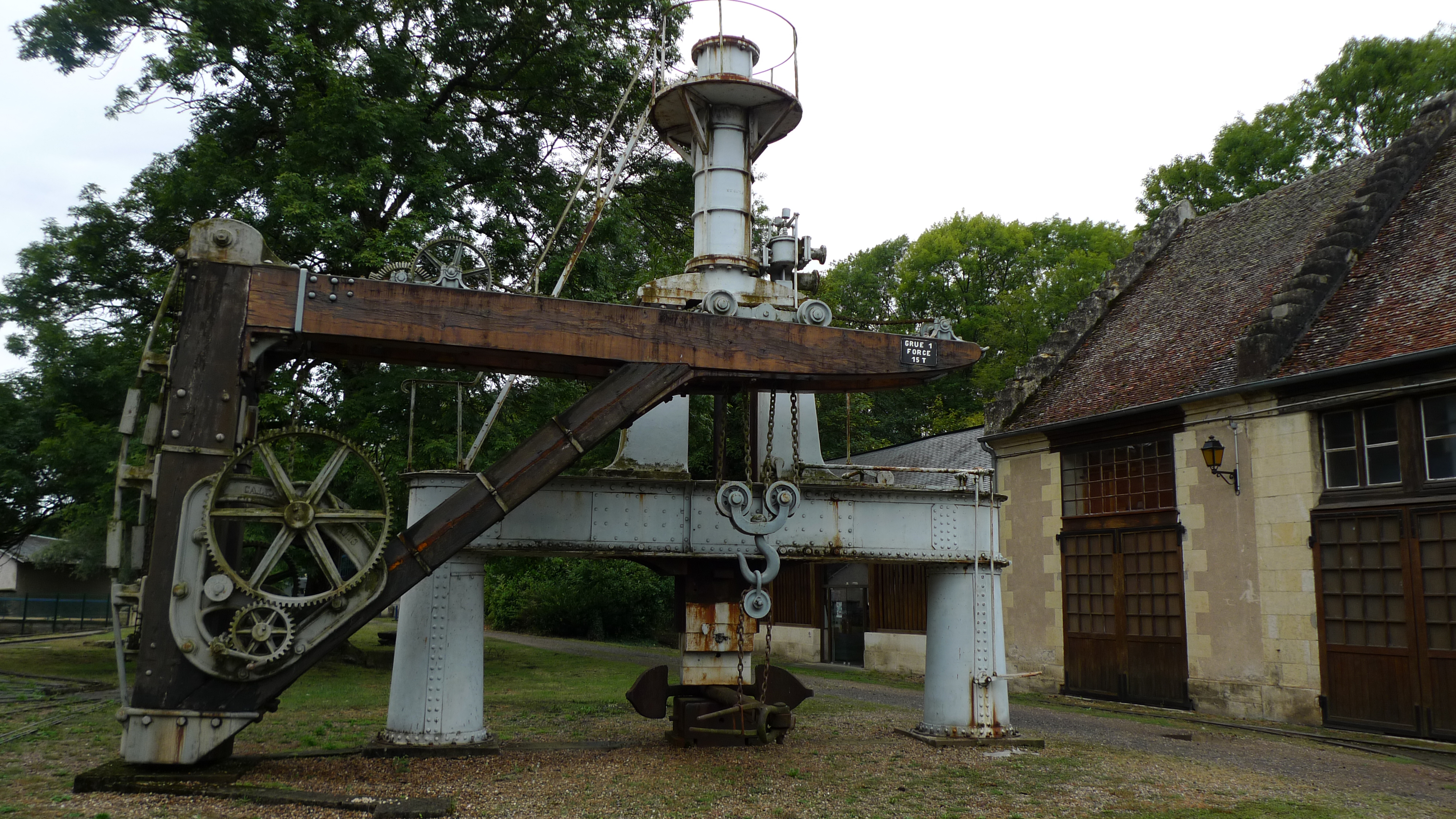
Marteau-pilon des forges de Guérigny.

- Le site des forges de Villemenant[22] est encore partiellement préservé. L'association des amis du vieux Guérigny entretient les bâtiments[23] (du XVIIIe siècle,  Inscrit MH (1991)) et propose chaque année au printemps et à l'automne une exposition sur un thème différent ayant trait à l'industrie locale ou nationale. Une exposition permanente permet de découvrir quelques pièces intéressantes : machines à vapeur, marteaux-pilons et pièces réalisées sur le site au cours de son activité (mine marine, torpille, ancres de belle taille, etc.).
- À quelques centaines de mètres de Guérigny s'étend la forêt des Bertranges qui, avec ses 7 600 ha, fait partie des plus grandes étendues boisées de France. Parmi les sentiers aménagés[24], il en est un qui mène en ligne droite au « chêne Babaud ». Cet arbre au tronc impressionnant est maintenant couché. Son abattage a été décidé en 1995 : plusieurs fois touché par la foudre, ses plus grosses branches menaçaient de casser. La souche est préservée et entretenue. Plusieurs repères dendrochronologiques sont placés sur les anneaux de l'arbre, du début du XVIIIe siècle à la fin du XXe siècle. Le chêne était déjà âgé d'une quarantaine d'années lors de l'arrivée de La Chaussade dans la région.
- Construit au XIVe siècle, le château de Villemenant[25],  Classé MH (1930), se situe dans un paysage typiquement nivernais. À quelques pas de la Nièvre, sa tour d'escalier polygonale à colombages et ses deux tours semi-circulaires sont très pittoresques. Le château propose des chambres d'hôtes.
- Aux alentours, on trouve en outre les châteaux de Bizy (toujours propriété familiale), de Poiseux, de Mimont, et à Urzy le château des Bordes (XVe siècle), le château de Luanges néo-Renaissance (XIXe siècle), le château des Évêques (XVIIe siècle), le château de la Chaussade[26], (XVIIIe siècle,  Inscrit MH (2002)).
- Dans la rue Masson, le cinéma Le Rex, bâti en 1930, exemple d'Art déco réhabilité au début des années 2010, est le lieu d'activités culturelles.
- Église Saint-Pierre, construite par Pierre Babaud de la Chaussade.

## Personnalités liées à la commune
- Jacques Masson (né en 1693 à Genève et décédé le 12 juin 1741 à Versailles), était un important financier, seigneur de Guérigny et propriétaire des forges.
- Pierre Babaud de La Chaussade (né à Bellac le 27 septembre 1706, mort à Paris le 12 août 1792), était maître de forges et possédait des forges et des bois dans le Nivernais depuis 1720. Il fait des forges royales de Guérigny une manufacture d'importance nationale et celles-ci le restent jusqu'à la première moitié du XXe siècle. Après leur acquisition par l'État peu après 1780, une ordonnance royale leur conserve le nom de « forges de la Chaussade », en signe de reconnaissance pour les services que Babaud a rendus à la France.
- Adolphe Bouveault (1834-1892), architecte[27], né à Guérigny[28].
- Alexis Lemaître (1864-1939), curé de la paroisse de 1896 à 1900.
- Marcel Déat (1894-1955), personnalité politique socialiste puis collaborationniste. Poussé par les Allemands, il entre finalement, le 16 mars 1944, dans le gouvernement comme ministre du Travail et de la Solidarité nationale de Pierre Laval, et appuie une politique de collaboration totale avec l'Allemagne. Il meurt en exil en Italie.
- Léone Corbier accède à la mairie d'abord en 1971 comme adjointe puis de 1977 à 1983 comme maire. C'est une militante socialiste et féministe qui ne fait aucun secret de son appartenance à la franc-maçonnerie, qu'elle rejoint en 1954. Elle a créé, avec six autres sœurs d'origine nivernaise, la première loge féminine dans la Nièvre, à Nevers : La Tolérance. Dans un milieu tout à la fois rural et industriel, cette élection crée la surprise. En 1983, Léone Corbier choisit de ne pas se représenter. En 2016 est inaugurée une esplanade à son nom.
- Le général Jean Étienne Cheutin (1880-1938), aviateur vétéran de la Première Guerre mondiale, brevet de pilote militaire n° 16 en date du 15 juillet 1911, puis commandant de l'aviation au Maroc. Sa notoriété fit donner le nom de « Cheutinville » au premier aérodrome desservant Nevers, dans la commune de Sermoise-sur-Loire.
- Jean-Baptiste Édouard Bornet (1828-1911), botaniste.
- Georges Vidal (1903-1964), écrivain et militant anarchiste, né à Guérigny.
- Henri Gamard (1879-1961), natif de Guérigny ; de 1924 à 1932, conseiller général du canton de Pougues-les-Eaux et député de la Nièvre (SFIO).
- Georges Schweitzer (1875-1955), ingénieur principal aux forges de la Chaussade, oncle de Jean-Paul Sartre qui venait lui rendre visite tous les étés lorsqu'il était enfant, comme il le raconte dans Les Mots[29].

## Sports
L'association sportive Guérigny-Urzy est l'association moteur des deux communes, regroupant près de 1 000 licenciés. La section Football a été récemment distinguée en obtenant le label qualité régional remis par la Fédération française de football, en reconnaissance des efforts fournis par les éducateurs et dirigeants. Cette section est à ce jour la plus importante puisqu'elle regroupe environ 230 licenciés (débutants, poussins, benjamins, 13 ans, 15 ans, 18 ans, seniors, vétérans, féminines et dirigeants).